# Nicholas Doro
Nicholas Doro (sinh ngày 27 tháng 12 năm 1974) là một cầu thủ bóng đá người Mauritius trước đó thi đấu cho AS Rivière du Rempart ở vị trí thủ môn. Hiện tại anh thi đấu cho Pamplemousses SC. Anh cũng từng đại diện Mauritius thi đấu ở đội tuyển quốc gia.